# Федякинское сельское поселение
Федякинское сельское поселение — упразднённое муниципальное образование (сельское поселение), существовавшее в составе Рыбновского района Рязанской области России.
Административным центром являлось село Федякино.

## История
Федякинское сельское поселение образовано в 2006 г. Упразднено путём присоединения к Вакинскому сельскому поселению в апреле 2014 г.

## Население
| 2010 | 2012 | 2013 |
| ---- | ---- | ---- |
| 430  | ↘426 | ↗434 |

## Состав сельского поселения
| № | Населённый пункт | Тип населённого пункта       | Население |
| - | ---------------- | ---------------------------- | --------- |
| 1 | Раменки          | деревня                      | ↘51       |
| 2 | Федякино         | село, административный центр | ↘377      |
| 3 | Чешуево          | село                         | ↘2        |